# Ratusz w Chojnicach
Ratusz w Chojnicach – obecny budynek, odpowiedni do potrzeb rozrastających się Chojnic, wybudowano na początku XX wieku w północnej części Rynku. Władze miasta wykupiły w tym celu trzy budynki szczytowe. Budowla wzniesiona według projektu berlińskich architektów, oddany do użytku w 1904 roku, jest usytuowany kalenicowo. Dwupiętrowy, na wysokich suterenach i z trzecim piętrem w szczycie, góruje nad zabudową Rynku. Wysoki, schodkowy szczyt ze sterczynami powoduje, że budynek wydaje się jeszcze większy. Neogotycka fasada z czerwonej cegły posiada modernistyczne dekoracje.